# Elecciones estatales de Chiapas de 1982
Las elecciones estatales de Chiapas de 1982 se realizaron el domingo 4 de julio de 1982, simultáneamente con las elecciones federales, y en ellas fueron renovados los siguientes cargos de elección popular del estado mexicano de Chiapas:
- Gobernador de Chiapas. Titular del poder ejecutivo del estado y electo para un periodo de seis años no renovables en ningún caso. El candidato electo fue Absalón Castellanos Domínguez.
- 112 ayuntamientos. Compuestos por un presidente municipal y sus regidores, electos para un periodo de tres años no reelegibles para el periodo inmediato.
- 15 diputados del Congreso del Estado. Electos para un periodo de tres años para integrar la LV Legislatura.

## Resultados

### Gobernador
|  | 97.82 % |

|  | 2.72 % |

|  | 1.65 % |

|  | 1.05 % |

|  | 0.77 % |

|  | 0.61 % |

|  | 0.17 % |

### Congreso del Estado de Chiapas
|  | 90.71 % |

|  | 4.02 % |

|  | 1.53 % |

|  | 1.17 % |

|  | 1.17 % |

|  | 1.12 % |

|  | 0.23 % |

### Ayuntamientos
|  | 87.57 % |

|  | 7.11 % |

|  | 1.74 % |

|  | 0.81 % |

|  | 0.41 % |

|  | 0.00 % |

|  | 98.67 % |

|  | 2.33 % |